# Талалаївка (станція)
Талала́ївка — проміжна залізнична станція 5-го класу Полтавської дирекції Південної залізниці на неелектрифікованій лінії Бахмач — Лохвиця між станціями Блотниця (8 км) та Рогинці (13 км). Розташована в селищі Талалаївка Прилуцького району Чернігівської області.

## Історія
Станція Талалаївка відкрита 1874 року.

## Пасажирське сполучення
На станції зупиняються поїзди приміського сполучення Бахмач — Ромодан / Ромни.

## Галерея

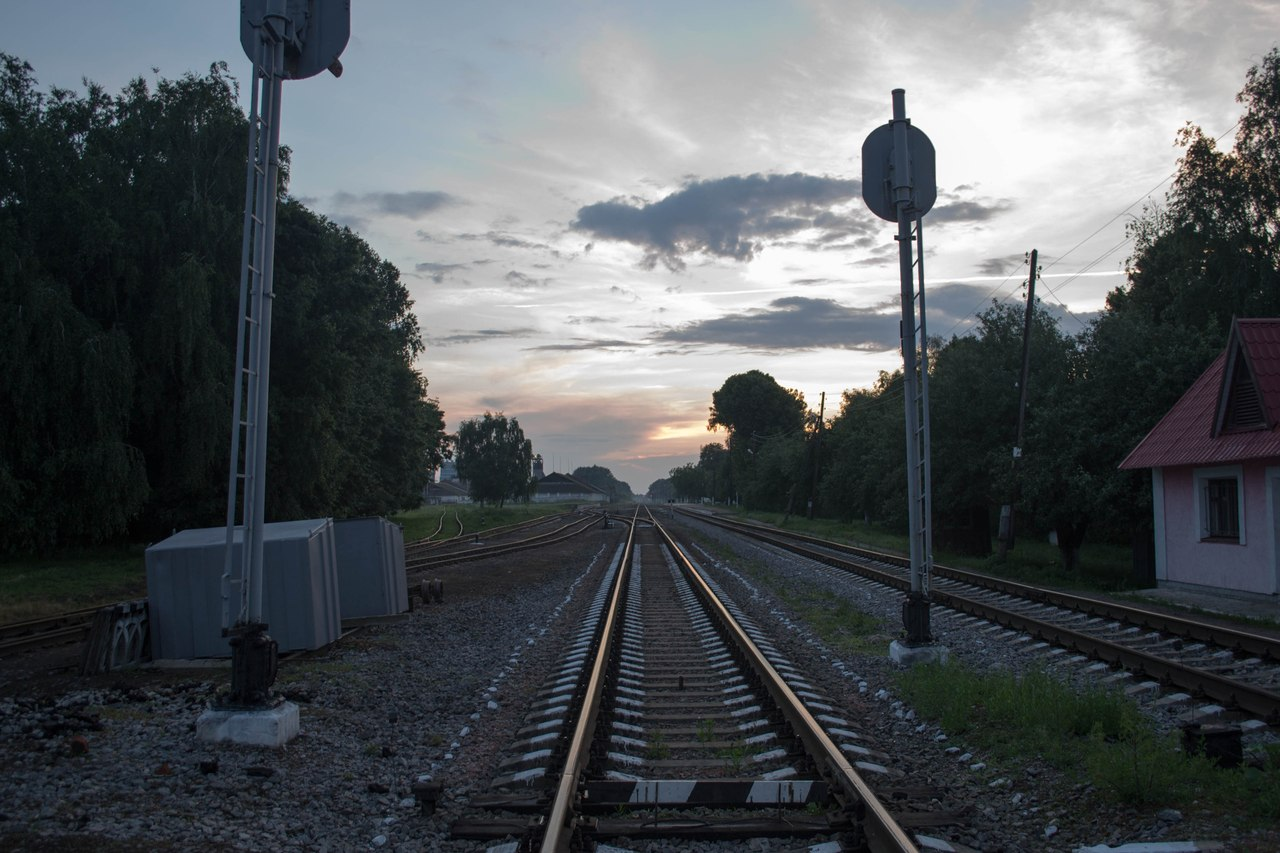
Перший залізничний переїзд
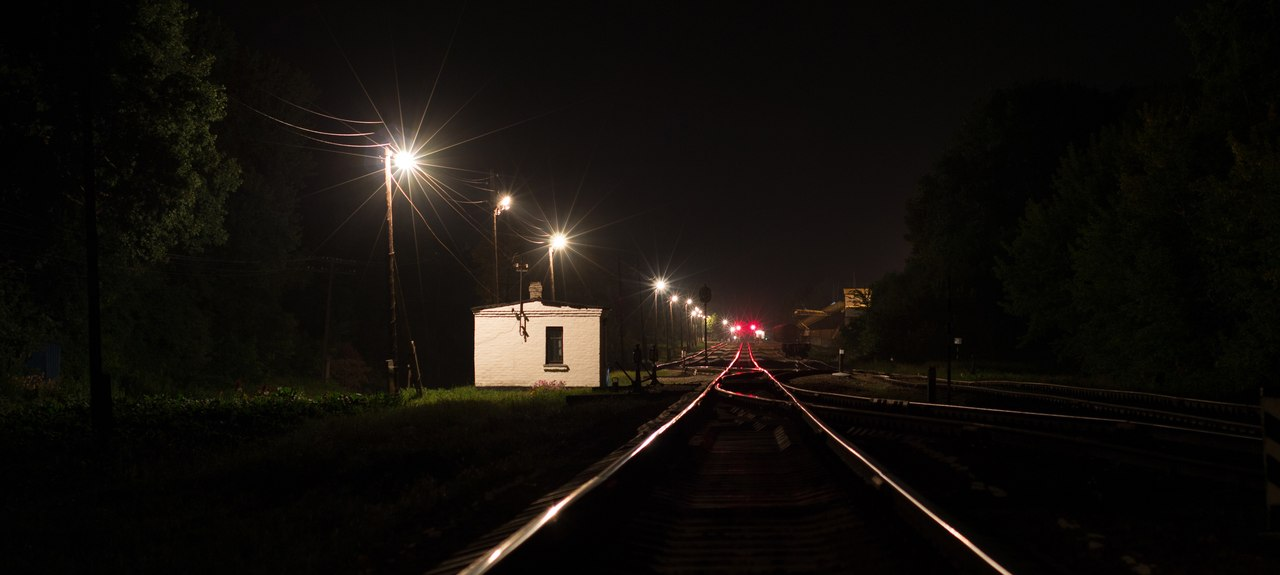
Другий залізничний переїзд